# 于茂生
于茂生（1919年—2000年2月27日），男，山东平原人，中国泌尿外科专家，第四军医大学第一附属医院教授，博士生导师。